# Medaliści mistrzostw świata w kolarstwie torowym – wyścig drużynowy na dochodzenie zawodowców
Pełna lista medalistów mistrzostw świata w kolarstwie torowym w wyścigu drużynowym na dochodzenie zawodowców.

## Medaliści
| Rok i miejsce          | Złoto | Srebro | Brąz                                                                                               |
| ---------------------- | --- | --- | -------------------------------------------------------------------------------------------------- |
| 1962 Mediolan          | RFN Ehrenfried Rudolph · Bernd Rohr · Klaus May · Lothar Claesges                                           | Dania Bent Hansen · Preben Isaksson · Kaj Jensen · Kurt vid Stein                                               | ZSRR Arnold Belgardt · Leonid Kołumbiet · Stanisław Moskwin · Wiktor Romanow                       |
| 1963 Liège             | ZSRR Arnold Belgardt · Siergiej Tereszczenkow · Stanisław Moskwin · Wiktor Romanow                          | RFN Lothar Claesges · Klemens Großimlinghaus · Karl-Heinz Henrichs · Ernst Streng                               | Dania Bent Hansen · Preben Isaksson · Leif Larsen · Kurt vid Stein                                 |
| 1964 Paryż             | RFN Lothar Claesges · Karl Link · Karl-Heinz Henrichs · Ernst Streng                                        | Włochy Attilio Benfatto · Cencio Mantovani · Carlo Rancati · Franco Testa                                       | ZSRR Arnold Belgardt · Leonid Kołumbiet · Stanisław Moskwin · Siergiej Tereszczenkow               |
| 1965 San Sebastián     | ZSRR Stanisław Moskwin · Siergiej Tereszczenkow · Michaił Koljuszow · Leonid Wukołow                        | Włochy Cipriano Chemello · Cencio Mantovani · Aroldo Spadoni · Luigi Roncaglia                                  | Czechosłowacja Jiří Daler · Milan Puzrla · František Řezáč · Miloš Jelínek                         |
| 1966 Frankfurt         | Włochy Cipriano Chemello · Luigi Roncaglia · Antonio Castello · Gino Pancino                                | RFN Karl-Heinz Henrichs · Herbert Honz · Jürgen Kissner · Karl Link                                             | ZSRR Wiktor Bykow · Michaił Koljuszow · Stanisław Moskwin · Leonid Wukołow                         |
| 1967 Amsterdam         | ZSRR Stanisław Moskwin · Michaił Koljuszow · Wiktor Bykow · Dzintars Lācis                                  | Włochy Cipriano Chemello · Luigi Roncaglia · Antonio Castello · Gino Pancino                                    | RFN Karl-Heinz Henrichs · Rainer Podlesch · Jürgen Kissner · Karl Link                             |
| 1968 Rzym              | Włochy Cipriano Chemello · Lorenzo Bosisio · Giorgio Morbiato · Luigi Roncaglia                             | Argentyna Carlos Miguel Álvarez · Juan Alves · Ernesto Contreras · Juan Alberto Merlos                          | Szwecja Erik Pettersson · Tomas Pettersson · Gösta Pettersson · Josef Ripfel                       |
| 1969 Antwerpia         | ZSRR Stanisław Moskwin · Wiktor Bykow · Władimir Kuzniecow · Siergiej Kuskow                                | Włochy Pietro Algeri · Giacomo Bazzan · Giorgio Morbiato · Antonio Castello                                     | Francja Claude Buchon · Bernard Darmet · René Grignon · Daniel Rébillard                           |
| 1970 Leicester         | RFN Günter Haritz · Peter Vonhof · Hans Lutz · Günther Schumacher                                           | NRD Thomas Huschke · Heinz Richter · Herbert Richter · Manfred Ulbricht                                         | ZSRR Stanisław Moskwin · Władimir Kuzniecow · Wiktor Bykow · Władimir Siemieniec                   |
| 1971 Varese            | Włochy Pietro Algeri · Giacomo Bazzan · Giorgio Morbiato · Luciano Borgognoni                               | NRD Thomas Huschke · Heinz Richter · Herbert Richter · Uwe Unterwalder                                          | RFN Günter Haritz · Peter Vonhof · Udo Hempel · Jürgen Colombo                                     |
| 1973 San Sebastián     | RFN Günther Schumacher · Peter Vonhof · Hans Lutz · Günter Haritz                                           | Wielka Brytania Mick Bennett · Richard Evans · Ian Hallam · William Moore                                       | Holandia Gerrie Fens · Peter Nieuwenhuis · Hermann Ponsteen · Roy Schuiten                         |
| 1974 Montreal          | RFN Günther Schumacher · Peter Vonhof · Hans Lutz · Dietrich Thurau                                         | NRD Thomas Huschke · Heinz Richter · Klaus-Jürgen Grünke · Uwe Unterwalder                                      | Czechosłowacja Michal Klasa · Zdeněk Dohnal · Petr Kocek · Pavel Doležel                           |
| 1975 Liège             | RFN Günther Schumacher · Peter Vonhof · Hans Lutz · Gregor Braun                                            | ZSRR Władimir Osokin · Witalij Pietrakow · Wiktor Sokołow · Aleksandr Pierow                                    | NRD Thomas Huschke · Uwe Unterwalder · Klaus-Jürgen Grünke · Norbert Dürpisch                      |
| 1977 San Cristóbal     | NRD Norbert Dürpisch · Gerald Mortag · Matthias Wiegand · Volker Winkler                                    | RFN Günther Schumacher · Peter Vonhof · Hans Lutz · Henry Rinklin                                               | Szwajcaria Robert Dill-Bundi · Daniel Gisiger · Hans Känel · Walter Baumgartner                    |
| 1978 Monachium         | NRD Uwe Unterwalder · Gerald Mortag · Matthias Wiegand · Volker Winkler                                     | ZSRR Władimir Osokin · Wasilij Ehrlich · Witalij Pietrakow · Igor Pilipienko                                    | Szwajcaria Robert Dill-Bundi · Urs Freuler · Hans Känel · Walter Baumgartner                       |
| 1979 Amsterdam         | NRD Lutz Haueisen · Gerald Mortag · Alex Grosser · Volker Winkler                                           | ZSRR Władimir Osokin · Wasilij Ehrlich · Witalij Pietrakow · Wiktor Manakow                                     | Włochy Maurizio Bidinost · Pierangelo Bincoletto · Silvestro Milani · Sandro Callari               |
| 1981 Brno              | NRD Detlef Macha · Bernd Dittert · Alex Grosser · Volker Winkler                                            | ZSRR Władimir Osokin · Wasilij Ehrlich · Witalij Pietrakow · Aleksandr Krasnow                                  | Czechosłowacja Martin Penc · Aleš Trčka · František Raboň · Jiří Pokorný                           |
| 1982 Leicester         | ZSRR Konstantin Chrabcow · Aleksandr Krasnow · Walerij Mowczan · Siergiej Nikitienko                        | RFN Roland Günther · Gerhard Strittmatter · Axel Bokeloh · Michael Marx                                         | NRD Detlef Macha · Mario Hernig · Gerlad Buder · Volker Winkler                                    |
| 1983 Zurych            | RFN Roland Günther · Gerhard Strittmatter · Rolf Gölz · Michael Marx                                        | NRD Carsten Wolf · Mario Hernig · Bernd Dittert · Hans-Joachim Pohl                                             | Czechosłowacja Pavel Soukup · Aleš Trčka · František Raboň · Robert Štěrba                         |
| 1985 Bassano           | Włochy Roberto Amadio · Massimo Brunelli · Gianpaolo Grisandi · Silvio Martinello                           | Polska Ryszard Dawidowicz · Marian Turowski · Leszek Stępniewski · Andrzej Sikorski                             | ZSRR Wiaczesław Jekimow · Aleksandr Krasnow · Marat Ganiejew · Wasilij Szpundow                    |
| 1986 Colorado Springs  | Czechosłowacja Pavel Soukup · Aleš Trčka · Svatopluk Buchta · Teodor Černý                                  | NRD Steffen Blochwitz · Dirk Meier · Bernd Dittert · Roland Hennig                                              | ZSRR Wiaczesław Jekimow · Aleksandr Krasnow · Wiktor Manakow · Gintautas Umaras                    |
| 1987 Wiedeń            | ZSRR Wiaczesław Jekimow · Aleksandr Krasnow · Wiktor Manakow · Siergiej Chmielinin                          | NRD Steffen Blochwitz · Dirk Meier · Carsten Wolf · Roland Hennig                                               | Czechosłowacja Pavel Soukup · Miroslav Kundera · Svatopluk Buchta · Miroslav Junec                 |
| 1989 Lyon              | NRD Steffen Blochwitz · Thomas Liese · Carsten Wolf · Guido Fulst                                           | ZSRR Wiaczesław Jekimow · Jewgienij Bierzin · Dmitrij Nielubin · Michaił Orłow                                  | Włochy Marco Villa · Giovanni Lombardi · Ivan Cerioli · David Solari                               |
| 1990 Maebashi          | ZSRR Walerij Batura · Jewgienij Bierzin · Dmitrij Nielubin · Ołeksandr Honczenkow                           | RFN Michael Glöckner · Stefan Steinweg · Erik Weispfennig · Andreas Walzer                                      | Australia Brett Aitken · Stephen McGlede · Darren Winter · Mark Kingsland                          |
| 1991 Stuttgart         | Niemcy Michael Glöckner · Stefan Steinweg · Jens Lehmann · Andreas Walzer                                   | ZSRR Jewgienij Bierzin · Władisław Bobrik · Wadim Krawczenko · Dmitrij Nielubin                                 | Australia Brett Aitken · Stephen McGlede · Shaun O’Brien · Stuart O’Grady                          |
| 1993 Hamar             | Australia Brett Aitken · Tim O’Shannessey · Billy Shearsby · Stuart O’Grady                                 | Niemcy Guido Fulst · Andreas Bach · Jens Lehmann · Torsten Schmidt                                              | Dania Jimmi Madsen · Klaus Kynde Nielsen · Jan Bo Petersen · Lars Otto Olsen                       |
| 1994 Palermo           | Niemcy Guido Fulst · Andreas Bach · Jens Lehmann · Danilo Hondo                                             | Stany Zjednoczone Carl Sundquist · Dirk Copeland · Mariano Friedick · Adam Laurent                              | Australia Brett Aitken · Tim O’Shannessey · Rodney McGee · Stuart O’Grady                          |
| 1995 Bogota            | Australia Bradley McGee · Tim O’Shannessey · Rodney McGee · Stuart O’Grady                                  | Ukraina Ołeksandr Symonenko · Serhij Matwiejew · Bohdan Bondarew · Dmitrij Tołstienkow                          | Stany Zjednoczone Zachary Conrad · Dirk Copeland · Mariano Friedick · Matt Hamon                   |
| 1996 Manchester        | Włochy Andrea Collinelli · Adler Capelli · Cristiano Citton · Mauro Trentini                                | Francja Philippe Ermenault · Jean-Michel Monin · Francis Moreau · Cyril Bos                                     | Niemcy Guido Fulst · Thorsten Rund · Heiko Szonn · Danilo Hondo                                    |
| 1997 Perth             | Włochy Andrea Collinelli · Adler Capelli · Cristiano Citton · Mario Benetton                                | Ukraina Ołeksandr Symonenko · Serhij Matwiejew · Ołeksandr Fedenko · Ołeksandr Kłymenko                         | Francja Philippe Ermenault · Jérôme Neuville · Carlos Da Cruz · Franck Perque                      |
| 1998 Bordeaux          | Ukraina Ołeksandr Symonenko · Serhij Matwiejew · Ołeksandr Fedenko · Rusłan Pithornij                       | Niemcy Guido Fulst · Robert Bartko · Daniel Becke · Christian Lademann                                          | Włochy Andrea Collinelli · Adler Capelli · Cristiano Citton · Mario Benetton                       |
| 1999 Berlin            | Niemcy Guido Fulst · Robert Bartko · Daniel Becke · Jens Lehmann                                            | Francja Philippe Ermenault · Jérôme Neuville · Francis Moreau · Cyril Bos                                       | Rosja Eduard Gricun · Aleksiej Markow · Władysław Borysow · Denis Smysłow                          |
| 2000 Manchester        | Niemcy Guido Fulst · Sebastian Siedler · Daniel Becke · Jens Lehmann                                        | Wielka Brytania Paul Manning · Bradley Wiggins · Chris Newton · Jon Clay                                        | Francja Damien Pommereau · Jérôme Neuville · Philippe Gaumont · Cyril Bos                          |
| 2001 Antwerpia         | Ukraina Ołeksandr Symonenko · Serhij Czerniawśkij · Ołeksandr Fedenko · Lubomyr Połatajko                   | Wielka Brytania Paul Manning · Bradley Wiggins · Chris Newton · Bryan Steel                                     | Niemcy Guido Fulst · Sebastian Siedler · Christian Bach · Jens Lehmann                             |
| 2002 Kopenhaga         | Australia Peter Dawson · Brett Lancaster · Stephen Wooldridge · Luke Roberts                                | Niemcy Guido Fulst · Sebastian Siedler · Christian Bach · Jens Lehmann                                          | Wielka Brytania Paul Manning · Bradley Wiggins · Chris Newton · Bryan Steel                        |
| 2003 Stuttgart         | Australia Graeme Brown · Brett Lancaster · Peter Dawson · Luke Roberts                                      | Wielka Brytania Paul Manning · Bradley Wiggins · Robert Hayles · Bryan Steel                                    | Francja Fabien Merciris · Jérôme Neuville · Franck Perque · Fabien Sanchez                         |
| 2004 Melbourne         | Australia Ashley Hutchinson · Stephen Wooldridge · Peter Dawson · Luke Roberts                              | Wielka Brytania Paul Manning · Chris Newton · Robert Hayles · Bryan Steel                                       | Hiszpania Carlos Castaño · Sergi Escobar · Asier Maeztu · Carlos Torrent                           |
| 2005 Los Angeles       | Wielka Brytania Paul Manning · Chris Newton · Robert Hayles · Steve Cummings                                | Holandia Levi Heimans · Jens Mouris · Peter Schep · Niki Terpstra                                               | Australia Ashley Hutchinson · Stephen Wooldridge · Mark Jamieson · Matthew Goss                    |
| 2006 Bordeaux          | Australia Peter Dawson · Stephen Wooldridge · Mark Jamieson · Matthew Goss                                  | Wielka Brytania Paul Manning · Geraint Thomas · Robert Hayles · Steve Cummings                                  | Ukraina Wołodymyr Diudia · Roman Kononenko · Maksym Poliszczuk · Lubomyr Połatajko                 |
| 2007 Palma de Mallorca | Wielka Brytania Paul Manning · Geraint Thomas · Bradley Wiggins · Edward Clancy                             | Ukraina Witalij Popkow · Witalij Szczedow · Maksym Poliszczuk · Lubomyr Połatajko                               | Dania Casper Jørgensen · Jens-Erik Madsen · Michael Mørkøv · Alex Rasmussen                        |
| 2008 Manchester        | Wielka Brytania Paul Manning · Geraint Thomas · Bradley Wiggins · Edward Clancy                             | Dania Casper Jørgensen · Jens-Erik Madsen · Michael Færk Christensen · Alex Rasmussen                           | Australia Graeme Brown · Luke Roberts · Bradley McGee · Mark Jamieson                              |
| 2009 Pruszków          | Dania Casper Jørgensen · Jens-Erik Madsen · Michael Færk Christensen · Alex Rasmussen                       | Australia Jack Bobridge · Rohan Dennis · Leigh Howard · Cameron Meyer                                           | Nowa Zelandia Westley Gough · Peter Latham · Marc Ryan · Jesse Sergent                             |
| 2010 Kopenhaga         | Australia Jack Bobridge · Rohan Dennis · Michael Hepburn · Cameron Meyer                                    | Wielka Brytania Steven Burke · Edward Clancy · Ben Swift · Andrew Tennant                                       | Nowa Zelandia Westley Gough · Peter Latham · Sam Bewley · Jesse Sergent                            |
| 2011 Apeldoorn         | Australia Jack Bobridge · Rohan Dennis · Luke Durbridge · Michael Hepburn                                   | Rosja Jewgienij Kowalow · Iwan Kowalow · Aleksiej Markow · Aleksandr Sierow                                     | Wielka Brytania Steven Burke · Edward Clancy · Peter Kennaugh · Andrew Tennant                     |
| 2012 Melbourne         | Wielka Brytania Steven Burke · Edward Clancy · Peter Kennaugh · Geraint Thomas                              | Australia Jack Bobridge · Michael Hepburn · Glenn O’Shea · Rohan Dennis                                         | Nowa Zelandia Aaron Gate · Sam Bewley · Westley Gough · Marc Ryan                                  |
| 2013 Mińsk             | Australia Glenn O’Shea · Alexander Edmondson · Michael Hepburn · Alexander Morgan                           | Wielka Brytania Steven Burke · Edward Clancy · Samuel Harrison · Andrew Tennant                                 | Dania Lasse Norman Hansen · Casper von Folsach · Mathias Møller Nielsen · Rasmus Quaade            |
| 2014 Cali              | Australia Glenn O’Shea · Alexander Edmondson · Luke Davison · Mitchell Mulhern                              | Dania Lasse Norman Hansen · Casper von Folsach · Alex Rasmussen · Rasmus Quaade                                 | Nowa Zelandia Aaron Gate · Pieter Bulling · Dylan Kennett · Marc Ryan                              |
| 2015 Paryż             | Nowa Zelandia Alex Frame · Pieter Bulling · Dylan Kennett · Marc Ryan                                       | Wielka Brytania Edward Clancy · Steven Burke · Owain Doull · Andrew Tennant                                     | Australia Jack Bobridge · Alexander Edmondson · Mitchell Mulhern · Miles Scotson                   |
| 2016 Londyn            | Australia Sam Welsford · Michael Hepburn · Callum Scotson · Miles Scotson · Alexander Porter · Luke Davison | Wielka Brytania Jonathan Dibben · Edward Clancy · Owain Doull · Bradley Wiggins · Steven Burke · Andrew Tennant | Dania Lasse Norman Hansen · Niklas Larsen · Frederik Madsen · Rasmus Quaade · Casper von Folsach   |
| 2017 Hongkong          | Australia Sam Welsford · Cameron Meyer · Nick Yallouris · Kelland O’Brien · Alexander Porter · Rohan Wight  | Nowa Zelandia Regan Gough · Pieter Bulling · Dylan Kennett · Nicholas Kergozou                                  | Włochy Simone Consonni · Liam Bertazzo · Filippo Ganna · Francesco Lamon · Michele Scartezzini     |
| 2018 Apeldoorn         | Wielka Brytania Edward Clancy · Kian Emadi · Ethan Hayter · Charlie Tanfield                                | Dania Niklas Larsen · Frederik Madsen · Julius Johansen · Casper von Folsach                                    | Włochy Simone Consonni · Liam Bertazzo · Filippo Ganna · Francesco Lamon                           |
| 2019 Pruszków          | Australia Sam Welsford · Kelland O’Brien · Leigh Howard · Alexander Porter · Cameron Scott                  | Wielka Brytania Ethan Hayter · Edward Clancy · Kian Emadi · Charlie Tanfield · Oliver Wood                      | Dania Niklas Larsen · Lasse Norman Hansen · Rasmus Pedersen · Casper von Folsach · Julius Johansen |
| 2020 Berlin            | Dania Lasse Norman Hansen · Julius Johansen · Frederik Madsen · Rasmus Pedersen                             | Nowa Zelandia Campbell Stewart · Corbin Strong · Aaron Gate · Jordan Kerby · Regan Gough                        | Włochy Simone Consonni · Filippo Ganna · Francesco Lamon · Jonathan Milan · Michele Scartezzini    |
| 2021 Roubaix           | Włochy Liam Bertazzo · Simone Consonni · Filippo Ganna · Jonathan Milan · Francesco Lamon                   | Francja Thomas Boudat · Thomas Denis · Valentin Tabellion · Benjamin Thomas                                     | Wielka Brytania Ethan Hayter · Ethan Vernon · Charlie Tanfield · Oliver Wood · Kian Emadi          |
| 2022 Montigny          | Wielka Brytania Ethan Hayter · Oliver Wood · Ethan Vernon · Daniel Bigham                                   | Włochy Filippo Ganna · Simone Consonni · Jonathan Milan · Manlio Moro · Francesco Lamon                         | Dania Tobias Hansen · Carl-Frederik Bévort · Lasse Norman Hansen · Rasmus Pedersen                 |

## Tabela medalowa
Stan po MŚ 2022
| Miejsce | Państwo           |    |    |   | Razem |
| ------- | ----------------- | -- | -- | - | ----- |
| 1.      | Australia         | 13 | 2  | 6 | 21    |
| 2.      | Niemcy            | 12 | 8  | 4 | 24    |
| 3.      | ZSRR              | 7  | 6  | 6 | 19    |
| 4.      | Włochy            | 7  | 5  | 6 | 18    |
| 5.      | Wielka Brytania   | 6  | 11 | 3 | 20    |
| 6.      | NRD               | 4  | 6  | 2 | 12    |
| 7.      | Dania             | 2  | 4  | 7 | 13    |
| 8.      | Ukraina           | 2  | 3  | 1 | 6     |
| 9.      | Nowa Zelandia     | 1  | 2  | 4 | 7     |
| 10.     | Czechosłowacja    | 1  | 0  | 5 | 6     |
| 11.     | Francja           | 0  | 3  | 4 | 7     |
| 12.     | Holandia          | 0  | 1  | 1 | 2     |
| 12.     | Stany Zjednoczone | 0  | 1  | 1 | 2     |
| 14.     | Argentyna         | 0  | 1  | 0 | 1     |
| 14.     | Polska            | 0  | 1  | 0 | 1     |
| 16      | Szwajcaria        | 0  | 0  | 2 | 2     |
| 17.     | Hiszpania         | 0  | 0  | 1 | 1     |
| 17.     | Rosja             | 0  | 0  | 1 | 1     |
| 17.     | Szwecja           | 0  | 0  | 1 | 1     |